# Der Scharfschütze (1950)
Der Scharfschütze, auch bekannt als Scharfschütze Jimmy Ringo (Originaltitel: The Gunfighter), ist ein US-amerikanischer Western des Regisseurs Henry King aus dem Jahr 1950 nach einer Geschichte von André de Toth.

## Handlung
Jimmy Ringo, ein alternder Revolverheld im Wilden Westen, reitet in eine Kleinstadt. Er wird im dortigen Saloon von einem jungen Mann namens Eddie, der vor seinen Freunden angeben will, beleidigt, weil er Ringo aufgrund seiner Gefährlichkeit und Berühmtheit herausfordern will. Ringo ignoriert die Beleidigungen, doch Eddie sucht den Streit und zieht seinen Revolver. Ringo ist schneller und tötet ihn in Notwehr. Im Saloon wird ihm das einhellig bestätigt. Im Recht zu sein bewahrt ihn aber nicht davor, von den drei Brüdern Eddies später angegriffen zu werden. Deshalb verlässt Ringo die Stadt, wird aber von den Brüdern verfolgt. Es gelingt ihm aber mit einer Finte, sie zu entwaffnen, ihrer Pferde zu berauben und wegzureiten. Eddies Brüder wollen Ringo aber weiterhin zu Fuß in die nächste Stadt verfolgen.
In Cayenne angekommen, will er Peggy sehen, mit der er einen gemeinsamen achtjährigen Sohn hat. Dort trifft er auf den Sheriff Mark Strett. Beide waren in der Vergangenheit Waffenbrüder bei Überfällen. Strett aber gelang es, weil er rechtzeitig ausgestiegen und nicht so berühmt wie Ringo war, ein bürgerliches Leben anzufangen und ist glücklich damit. Trotz der Freundschaft möchte Strett, dass Ringo die Stadt wieder verlässt, denn seine bereits bekannte Anwesenheit sorgt zunehmend für Unruhe. Ringo bittet Strett darum, Peggy, deren gemeinsamer Sohn er nur als Baby sah, zu fragen, ob sie ihn sehen wolle. Dabei verspricht er, nach entsprechender Klarheit, die Stadt sofort zu verlassen. Strett sucht Peggy, die inzwischen Lehrerin geworden ist, auf: Sie fragt nach Ringos Wohlbefinden und seinem Aussehen, will ihm aber nicht begegnen.
Ringo wartet inzwischen im Saloon, während die Situation sich in der Stadt ohne sein Zutun zuspitzt: Der Möchtegern-Revolverheld Hank möchte sich mit ihm messen, eine Fraueninitiative will den „Mörder“ Ringo aus der Stadt zu entfernen, und in dem Gebäude gegenüber dem Wirtshaus legt sich ein Mann namens Marlowe mit einem Gewehr auf die Lauer, um Ringo zu erschießen, weil er denkt, Ringo habe bei einer Schießerei seinen Sohn getötet. Der Barkeeper Mac, der Ringo gegenüber sympathisch ist, freut sich aber wegen seiner Präsenz und der damit aufgrund der Schaulustigen zu erwartenden großen Geschäfte. 
Hank betritt schließlich mit seinem Revolvergurt den Saloon und will sich mit dem am Tisch sitzenden Ringo anlegen. Ringo aber erklärt ihm, dass er unter dem Tisch seinen Revolver bereits gezogen und auf ihn gerichtet hätte. Hank verlässt den Saloon und beschimpft Ringo später als feige. Als er den Saloon verlassen hat, zeigt es sich aber, dass Ringo in Wahrheit unter dem Tisch Nagelpflege betrieben hatte. Später, als Ringo aus der Verandatür des Saloons tritt, sieht er im letzten Moment einen Gewehrlauf aus dem gegenüberliegenden Gebäude aufblitzen. Ringo verlässt den Saloon durch die Hintertür und kann Marlowe gewaltlos in dessen Zimmer entwaffnen und ihn später in der Gefängniszelle festsetzen. Dabei klärt er ihn auf, dass er seinen Sohn nicht getötet hat, weil er nie an dem Ort jener Schießerei gewesen ist.
Strett muss Ringo eröffnen, dass Peggy, die damit ihren gemeinsamen Sohn schützen will, ihn nicht sehen will. Ringo akzeptiert das und macht sich zum Gehen bereit. Da begegnet ihm eine Freundin aus früheren Tagen, Molly, die jetzt im Saloon arbeitet. Molly, die nach wie vor eng mit Peggy befreundet ist, überredet daraufhin Peggy, Ringo zu treffen. Bei ihrem Zusammentreffen wird ersichtlich, dass beide immer noch ineinander verliebt sind. Dennoch will Peggy mit Rücksicht auf ihren Sohn nicht sofort das Dorf mit Ringo verlassen. Sie beschließen, sich im nächsten Jahr noch einmal zu treffen, um möglicherweise eine gemeinsame friedliche Zukunft zu planen. Ringo kann seinen Sohn alleine sehen. Dabei finden sie schnell eine herzliche Beziehung zueinander, ohne dass sich dabei Ringo als sein Vater zu erkennen gibt.
Die Brüder von Eddie haben sich unterwegs Pferde gekauft und sind daher, früher als von Ringo erwartet, eingetroffen. Sie legen sich in einen Hinterhalt, werden aber vom Hilfssheriff gestoppt und entwaffnet. Glücklich über die Aussicht, mit seiner Familie eventuell doch eine gemeinsame Zukunft zu haben, besteigt Ringo ein frisches Pferd, um die Stadt möglichst schnell zu verlassen. In diesem Moment jedoch springt Hank hinterrücks aus seinem Versteck und trifft ihn schwer. Der sterbende Ringo erklärt dann den Anwesenden wahrheitswidrig, dass er selbst zuerst gezogen hätte und Hank schneller gewesen wäre. 
Voller Stolz auf seine vermeintliche Glanztat versteht Hank trotz der deutlichen Erklärung des sterbenden Ringo nicht, dass dieser ihn dadurch dazu verdammt hat, ein rastloses Leben unter ständiger Bedrohung zu führen wie er es führen musste. Erst nachdem der Sheriff es ihm näher erläutert und ihn dann aus der Stadt wirft, wird es ihm allmählich klar. Peggy hindert unterdessen ihren Sohn daran, zu dem sterbenden Ringo zu laufen und geht, mit ihren Emotionen kämpfend, vom Tatort fort. Bei der Trauerfeier ist die ganze Stadt versammelt, sodass die Menschen noch vor der vollen Kirche stehen müssen. Peggy erklärt, sie sei Mrs. Jimmy Ringo und sitzt als Ehefrau mit ihrem Sohn, der jetzt weiß, dass Ringo sein Vater war, in der ersten Reihe. Der Film schließt mit der Silhouette des vor dem Sonnenuntergang reitenden Ringo.

## Hintergrund
Die Titelfigur des Jimmy Ringo lehnt sich sehr lose an den historischen Johnny Ringo an. In Dialogen wird immer wieder Bezug auf Wyatt Earp genommen, um die Gefährlichkeit Ringos zu unterstreichen. Darryl F. Zanuck, seinerzeit Studioboss von 20th Century Fox, war vom Drehbuch derart beeindruckt, dass er davon überzeugt war, daraus einen Klassiker des Genres wie Ringo zu schaffen. Am Ende sei laut Norbert Grob dabei der erste essayistische Western hervorgegangen, „der gleichzeitig zeigt und überdenkt, der darstellt und erklärt: mit einem Protagonisten, der handelt, wie er zu handeln hat – gleichzeitig aber deutlich macht, wieder und wieder, wie verhasst ihm dies ist“.
Grob befand des Weiteren: „Die Kamera meidet das Schweifen in die Weite. Sie deutet nur an, welcher Raum den Helden umgibt (als Raum des Möglichen), um sich dann zu konzentrieren auf die Enge des Dramas im Zentrum (als Raum des Notwendigen). So thematisiert sie zugleich die Spannung zwischen Aufbruch und Skepsis, zwischen Neubeginn und Resignation“.

## Kritiken
Für den film-dienst war Der Scharfschütze eine „Charakterstudie von Gregory Peck in einem atmosphärisch dichten und glänzend inszenierten Western, der zu Unrecht im Schatten von Zinnemanns 12 Uhr mittags steht“. Time Out gestand dem Film ebenfalls ein paar Ähnlichkeiten mit dem zwei Jahre später erschienenen 12 Uhr Mittags zu, befand jedoch, dass der Ton von Der Scharfschütze noch härter und düsterer sei. Peck spiele „fehlerfrei“ eine damals revolutionäre Charakterisierung eines Revolverhelden als alternden, einsamen und von seiner Reputation erdrückten Mannes. Auch der Rest der Besetzung überzeuge, Kameraarbeit und Regie seien „herausragend“. In der Art, wie die Figuren in ihrem Schicksal vorbestimmt seien, erinnere Der Scharfschütze an Fritz Langs Filme und habe die „wahren Dimensionen einer Tragödie“.

## Auszeichnungen
André de Toth, der die Vorlage zum Drehbuch geschrieben hatte, wurde zusammen mit William Bowers für den Oscar in der Kategorie Beste Originalgeschichte nominiert. Die Writers Guild of America nominierte Bowers und William Sellers zudem in der Kategorie Bestes Western-Drehbuch.

## Synchronisation
Die deutsche Synchronfassung entstand 1953 bei der Alster Studios Synchron GmbH Hamburg unter der Synchronregie und nach dem Dialogbuch von Hans Harloff.
| Rolle               | Darsteller       | Synchronsprecher    |
| ------------------- | ---------------- | ------------------- |
| Jimmy Ringo         | Gregory Peck     | Paul Klinger        |
| Peggy Walsh         | Helen Westcott   | Eva Pflug           |
| Sheriff Mark Strett | Millard Mitchell | Heinz Klevenow      |
| Molly               | Jean Parker      | Eva Böttcher        |
| Mac                 | Karl Malden      | Gert Niemitz        |
| Deputy Norris       | Anthony Ross     | Horst Beck          |
| Mrs. Pennyleather   | Verna Felton     | Annemarie Schradiek |
| Mrs. Devlin         | Ellen Corby      | Katharina Brauren   |